# Bharauli
Bharauli fou un petit estat tributari protegit de l'Índia al grup de les muntanyes Simla, al Panjab, avui Himachal Pradesh. La família local regnant era tributària de l'estat de Kumharsain i es va extingir abans de la conquesta gurkha el 1803. Després de la victòria britànica el 1815 el seu territori no fou agregat a Kumharsain.